# Novembre 2008

## Faits marquants

### 4 novembre
Lors de l'élection présidentielle américaine, le démocrate Barack Obama l’emporte contre le républicain John McCain. Il devient le premier président noir des États-Unis.

### 17 novembre
- Du 17 au 22 novembre, les dirigeants tibétains en exil se réunissent à Dharamsala en Inde, pour un débat sur la demande d'autonomie réelle du Tibet qui pourrait déboucher sur une demande d'indépendance.

### 23 novembre
Sport
- Catch : Survivor Series (2008)

### 26 novembre
- Bombay (Inde) est victime d'une série de dix attentats terroristes revendiqués par le groupe Moudjahidines du Dekkan.
- Mort d’Edna Parker (° 20 avril 1893), 14e plus vieille personne à avoir vécu.

### 27 novembre
- Un Airbus A320-200 d'Air New Zealand s'abime en Méditerranée au large de Saint-Cyprien (France). Des sept personnes qui se trouvaient à bord, deux sont mortes et cinq sont portées disparues.